# Кадрі Сімсон
Кадрі Сімсон (ест. Kadri Simson; нар. 22 січня 1977, Тарту) — естонська політична діячка, міністр економічних справ та інфраструктури Естонії в уряді Юрі Ратаса з 2016 по 2019 роки. З 1 грудня 2019 року єврокомісар із питань енергетики в комісії фон дер Ляєн.

## Життєпис
Народилася в Тарту в сім'ї політика Ааду Муста — багаторічного соратника Едгара Савісаара. За освітою історик, закінчила Тартуський університет. Також захистила магістерську дисертацію з політології в Лондонському університеті. Член Центристської партії з 1995 р. Вступила в цю партію раніше за свого батька, була її генеральним секретарем і заступницею голови, балотувалася на голову 2015 року, але програла Едгару Савісаару.
З 2009 по 2016 р. очолювала фракцію Центристської партії в естонському парламенті.
У жовтні 2022 року, під час повномасштабного вторгнення РФ до України, Кадрі відвідала Київ.

## Родина
Розлучена, дітей немає.

## Нагороди
- Орден князя Ярослава Мудрого ІІІ ст. (Україна, 23 серпня 2022) — за значні особисті заслуги у зміцненні міждержавного співробітництва, підтримку державного суверенітету та територіальної цілісності України, вагомий внесок у популяризацію Української держави у світі[4]